# Santa Barbara Botanic Garden

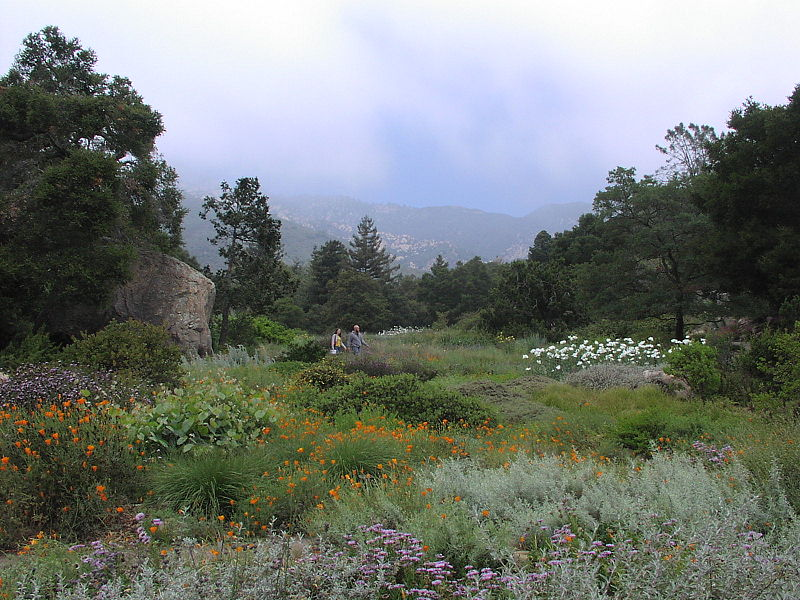
Santa Barbara Botanic Garden

De Santa Barbara Botanic Garden is een botanische tuin met een oppervlakte van 26 hectare met meer dan 1000 zeldzame en inheemse plantensoorten. De tuin ligt in Mission Canyon (Santa Barbara County, Californië, Verenigde Staten).
De tuin heeft als doel om in Californië inheemse planten in natuurlijke omstandigheden te houden. Er is circa 9,2 km aan voetpaden binnen de tuin. De Mission Creek stroomt door de tuin en bevat een stenen dam die in 1806 door Indianen (voornamelijk Canaliño's) is aangelegd onder leiding van Spaanse geestelijken van de nabijgelegen Mission Santa Barbara.
De tuin werd in 1926 opgericht en ontworpen door landschapsarchitect Beatrix Farrand. Vanaf 1936 richtte de tuin zich op planten die inheems zijn in subtropische gebieden in de omgeving van Californië (waaronder een gedeelte van het zuidwesten van Oregon, een gedeelte van Neder-Californië en het grootste gedeelte van Californië). In 1983 werd de tuin een Santa Barbara County Landmark, iets wat de dam in Mission Creek al eerder was geworden.
In 2009 werd de botanische tuin getroffen door een hevige brand. Hierbij verbrandde een historisch gebouw met daarin onder meer tuingereedschap, een voorraad van voor verkoop bestemde boeken en computerapparatuur. Ook het huis en de garage van directeur Edward L. Schneider werd door vuur vernietigd.
De botanische tuin is aangesloten bij de American Public Gardens Association en bij Center for Plant Conservation, een non-profit netwerk van meer dan dertig botanische instituten, dat zich richt op de bescherming en het herstel van de inheemse flora van de Verenigde Staten. Tevens is de tuin aangesloten bij de Plant Conservation Alliance (PCA), een samenwerkingsverband dat zich richt op de bescherming van planten die van nature voorkomen in de Verenigde Staten.